# Серамана
Серамана (итал. Serramanna) је насеље у Италији у округу Медио Кампидано, региону Сардинија.
Према процени из 2011. у насељу је живело 8608 становника. Насеље се налази на надморској висини од 45 м.

## Становништво
Према резултатима пописа становништва 2011. у општини је живело 9.259 становника.
| 1931. | 1936. | 1951. | 1961. | 1971. | 1981. | 1991. | 2001. | 2011. |
| ----- | ----- | ----- | ----- | ----- | ----- | ----- | ----- | ----- |
| 5.233 | 5.408 | 6.556 | 7.701 | 8.578 | 9.446 | 9.837 | 9.545 | 9.259 |